# San Diego Zoo Safari Park
A San Diego Zoo Safari Park (2010-ig San Diego Wild Animal Park) egy állatkert Kaliforniában, San Diégóban. A San Diego Zoo társintézménye. Több mint 300 faj, kb. 2600 egyede él itt. Területe 730 hektár.
Kiemelkedően nagy hangsúlyt fektet az állatfajok megőrzésére és védelmére, számos fogságban tartott fajt igyekeznek szabadon engedni a saját természetes élőhelyükön.

## Képgaléria

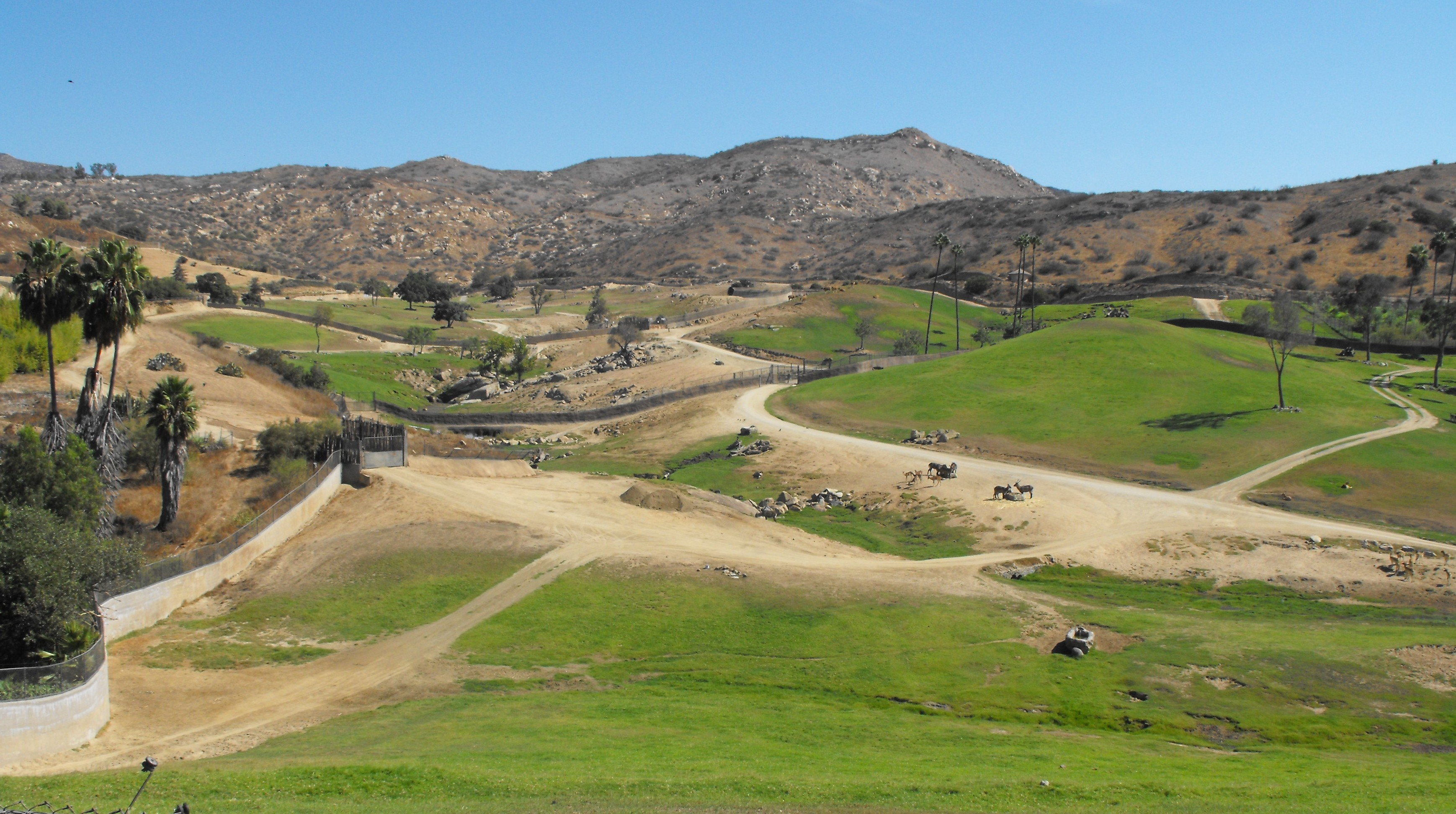
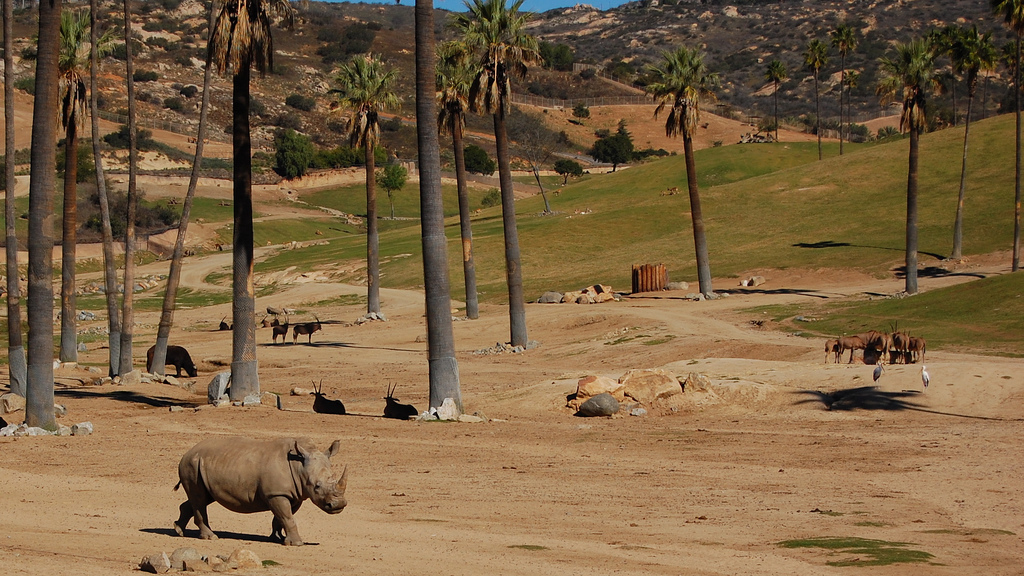
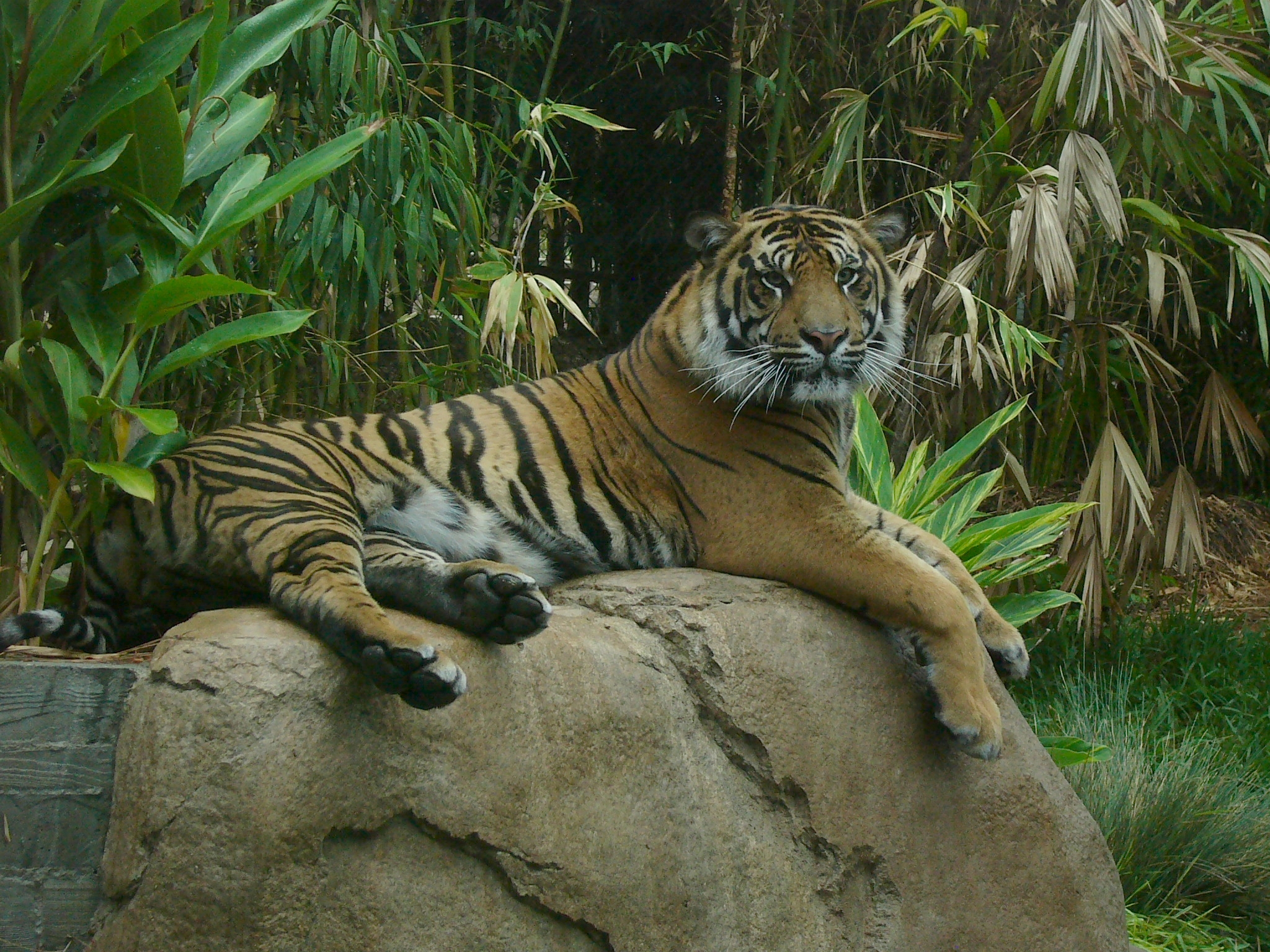
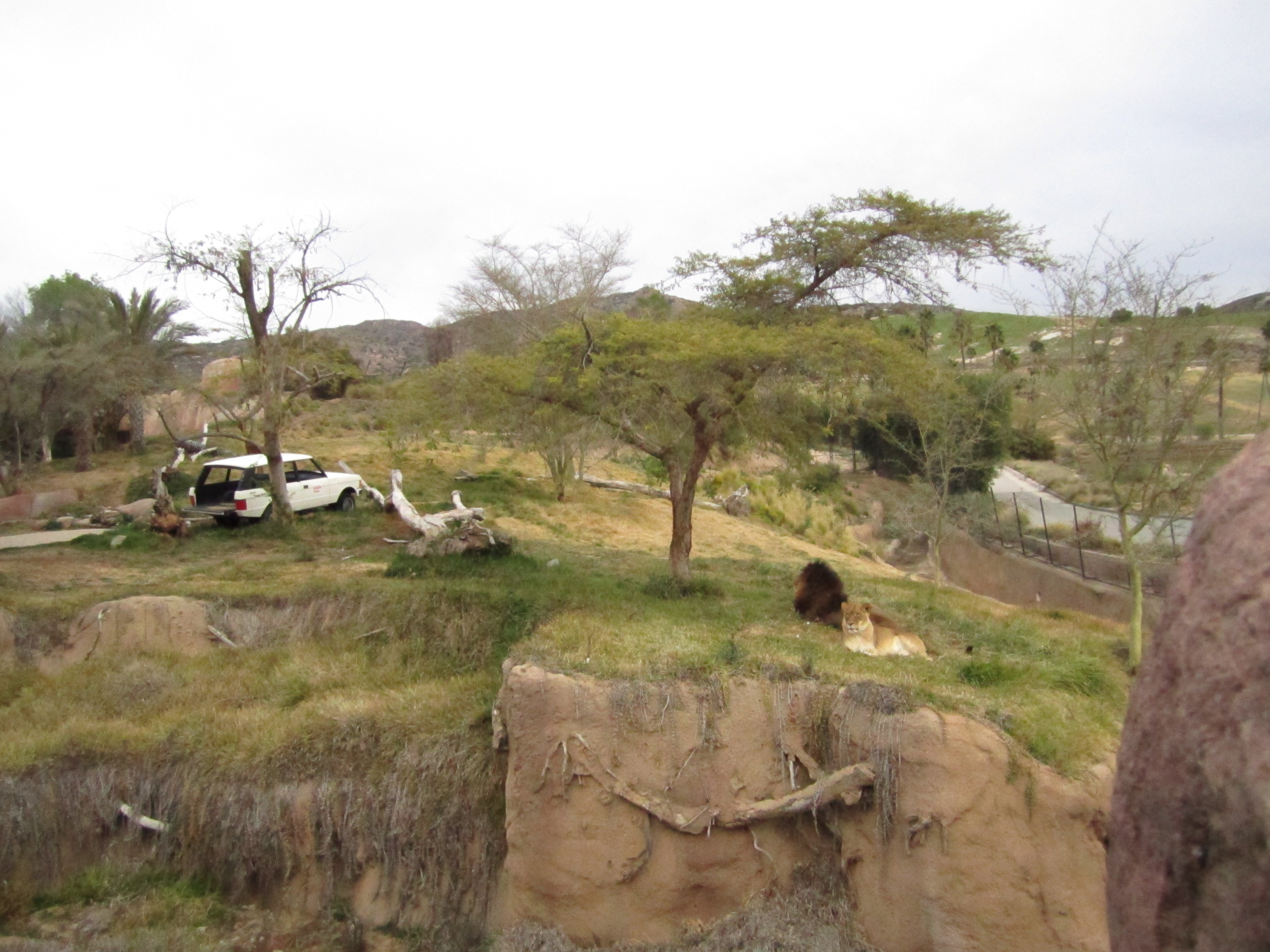
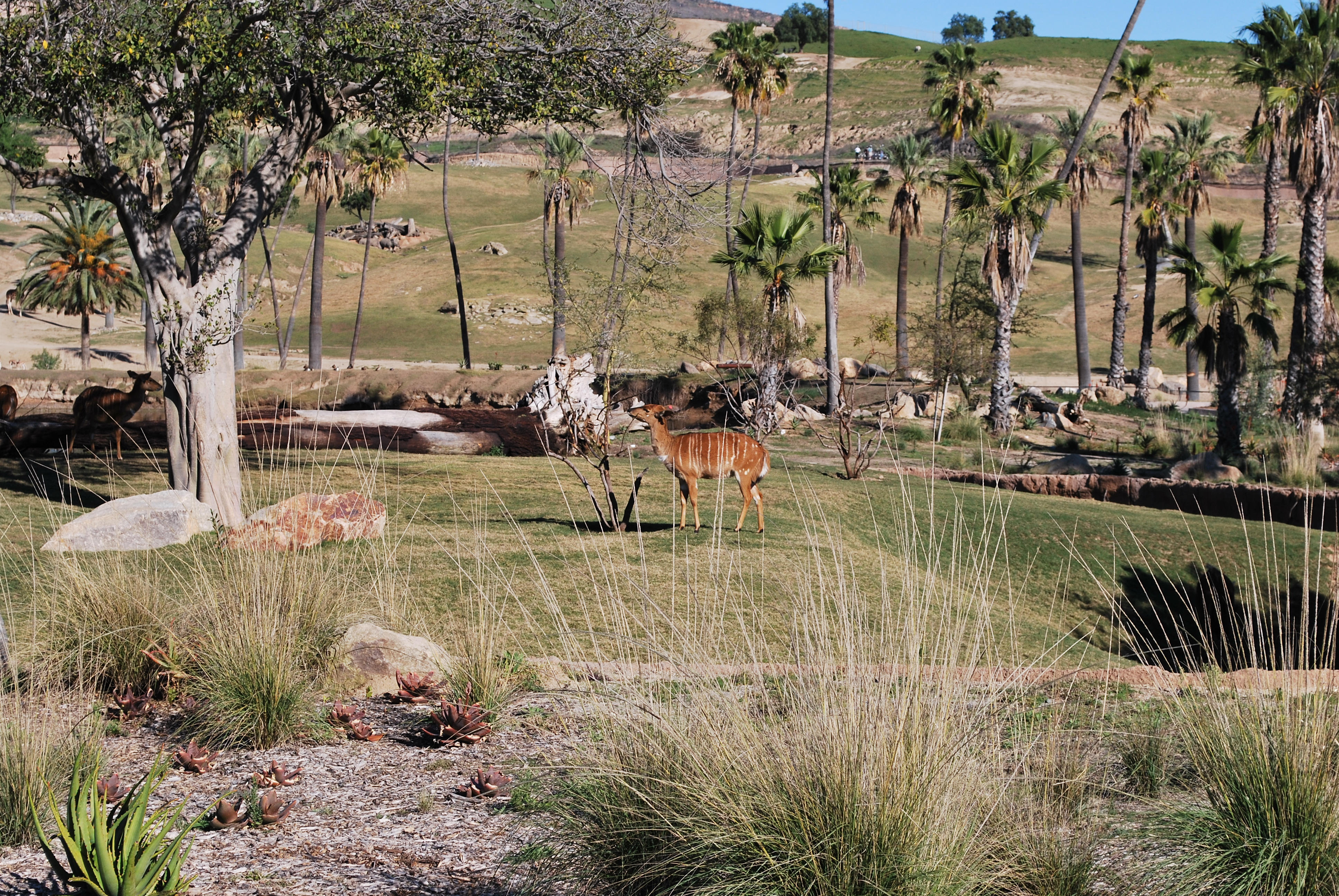
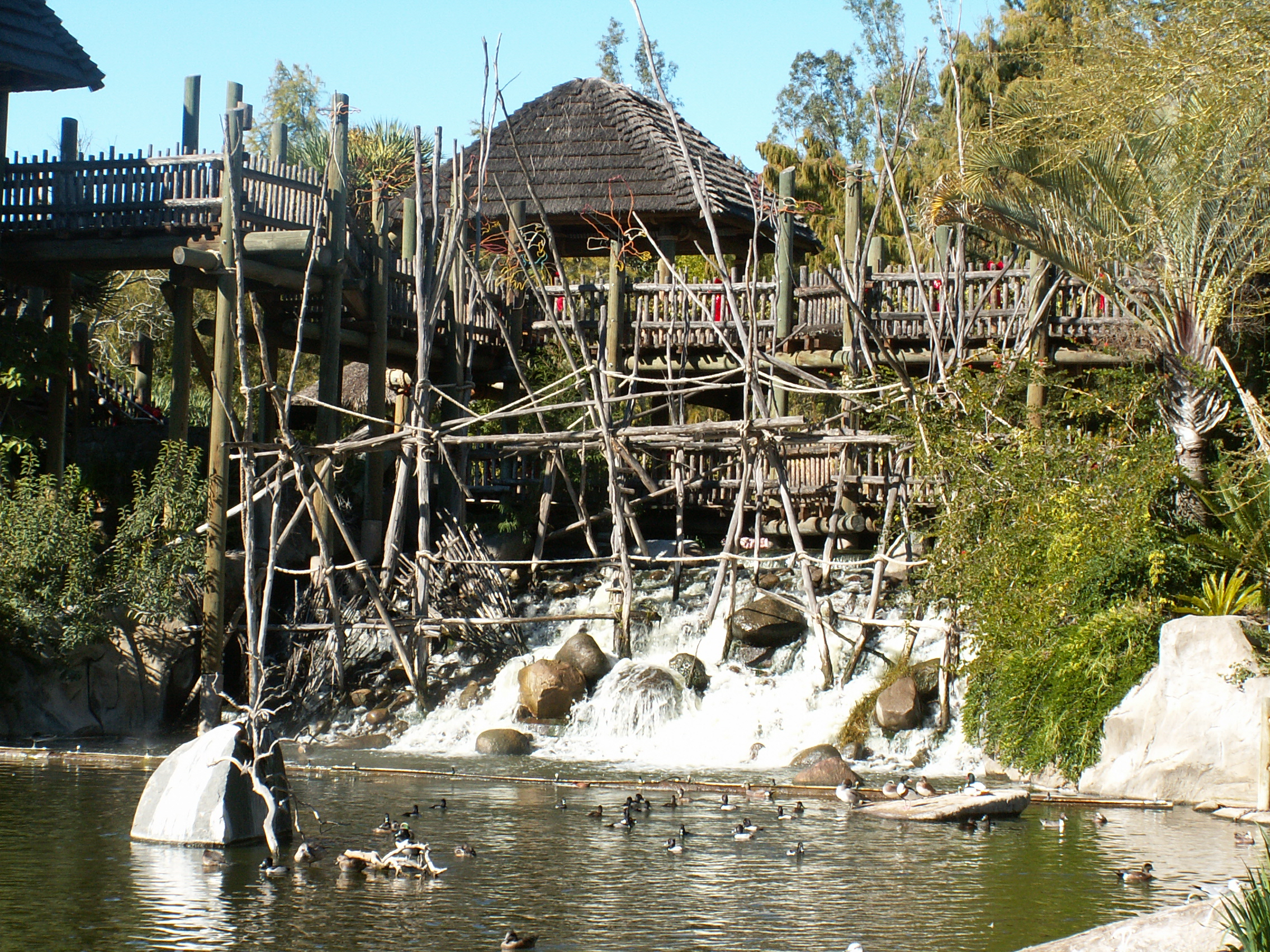
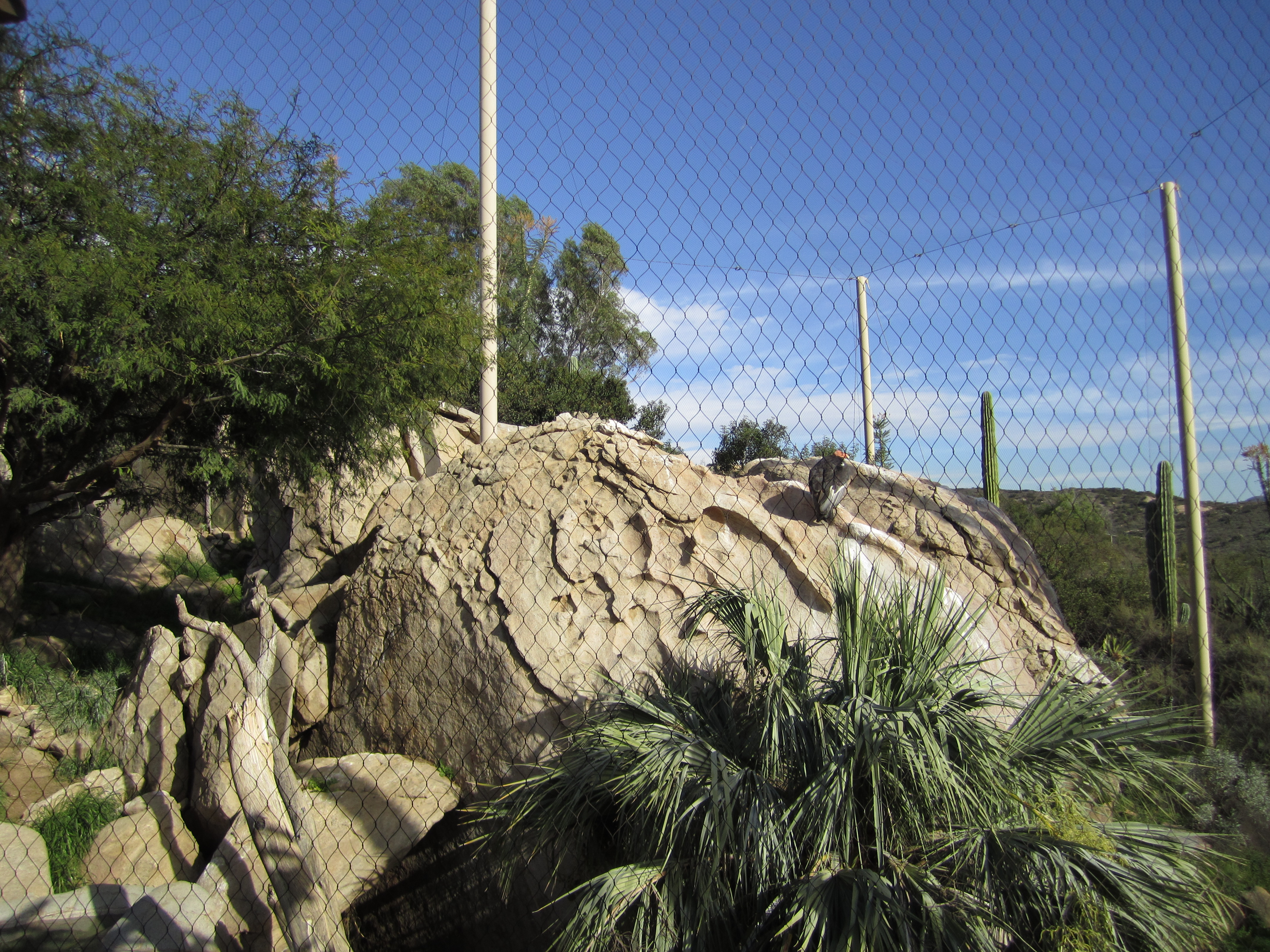